# Habanera de Louis Aubert
Habanera est un poème symphonique ou un ballet pour orchestre composé par Louis Aubert en 1917-1918, et dédié à Jean Roger-Ducasse. Unanimement acclamée lors de sa création, le 23 mars 1919 lors d'un concert Pasdeloup, cette œuvre est longtemps restée la plus célèbre de son auteur.

## Composition
Louis Aubert compose sa Habanera en 1917-1918. La partition est dédiée à son ancien camarade du Conservatoire de Paris et disciple de Fauré, Jean Roger-Ducasse.

## Création
La Habanera est présentée en première audition publique lors d'un concert Pasdeloup, le 23 mars 1919, et remporte un grand succès public. La critique est unanimement élogieuse. La réussite est d'autant plus « éclatante » qu'il s'agit de « son coup d'essai dans le domaine du poème symphonique ».

## Présentation

### Exergue
La partition porte en exergue une citation de Baudelaire (Un hémisphère dans une chevelure, poème en prose extrait du Spleen de Paris) : 

« Laisse-moi respirer longtemps, longtemps, l'odeur de tes cheveux, y plonger tout mon visage, comme un homme altéré dans l'eau d'une source, et les agiter avec ma main comme un mouchoir odorant, pour secouer des souvenirs dans l'air.
Si tu pouvais savoir tout ce que je vois ! tout ce que je sens ! tout ce que j'entends dans tes cheveux ! Mon âme voyage sur le parfum comme l'âme des autres hommes sur la musique. »

### Mouvement
L'œuvre est en un seul mouvement, Assez lent, d'un mouvement très souple ( = 48) à 
, « œuvre enflammée avec son unique thème, en plusieurs crescendos qui, par paliers successifs, atteignent un climax d'une grande densité sonore, avant de ramener le calme initial ». 
La durée d'exécution est d'un peu moins de neuf minutes.

### Orchestration
L'instrumentation requiert :
| Instrumentation de la Habanera |
| Bois |
| 2 flûtes, 1 piccolo (aussi 3e flûte), 2 hautbois, 1 cor anglais, 2 clarinettes en Si , 1 clarinette basse en Si , 2 bassons, 1 contrebasson |
| Cuivres |
| 4 cors chromatiques en Fa, 3 trompettes en Ut, 3 trombones, 1 tuba                                                                          |
| Percussions |
| 2 harpes, 3 timbales, tambour militaire, tambour de basque, castagnettes, cymbales, grosse caisse                                           |
| Cordes |
| Premiers violons, seconds violons, altos, violoncelles, contrebasses                                                                        |

La partition est publiée par les éditions Durand en 1919. La même année paraît également une transcription de l'œuvre pour piano à quatre mains.

## Postérité
En 1930, René Dumesnil considère la Habanera de Louis Aubert comme « une œuvre que l'on pourrait dire classique, tant elle est connue et tant elle supporte de l'être sans rien perdre de son attrait ».
En 1960, l'historien de la musique Paul Pittion mentionne la Habanera, « dont les couleurs orchestrales, animées par un rythme lancinant, brillent durant un long crescendo, puis s'éteignent dans un roulement de timbales ».
En 2005, le Dictionnaire de la musique dirigé par Marc Vignal mentionne que Louis Aubert « pratiqua aussi la critique musicale et fut élu à l'Institut en 1956 » mais ne donne le titre d'aucune de ses œuvres…

## Discographie

### Piano à quatre mains
- Jean-Pierre Armengaud — Louis Aubert, Sillages..., Sonate pour violon et piano (avec Alessandro Fagiuoli), Habanera et Feuille d'images (pour piano à quatre mains, avec Olivier Chauzu), Grand Piano GP 648, Paris, 14-15 mars 2014 (premier enregistrement mondial).

### Orchestre
- Louis Fourestier, Orchestre du Théâtre national de l'Opéra de Paris — Louis Aubert, Habanera (salle de la Mutualité, juin 1958) réed. 2 CD EMI Classics 5 85210 2, « Les introuvables de Louis Fourestier », avec des œuvres de Camille Saint-Saëns (La Jeunesse d'Hercule, Danse macabre, Phaéton, Le Rouet d'Omphale) Emmanuel Chabrier (Joyeuse Marche, Bourrée fantasque, España , etc.) Édouard Lalo, Léo Delibes et André Messager.

### Ouvrages généraux
- René Dumesnil, La musique contemporaine en France, t. I, Paris, Armand Colin, 1930, 218 p., « Louis Aubert », p. 152-154.
- Paul Pittion, La musique et son histoire : de Beethoven à nos jours, t. II, Paris, Éditions Ouvrières, 1960, 574 p. (BNF 33137562).
- Marc Vignal, Dictionnaire de la musique, Paris, Larousse, 2005, 1078 p. (ISBN 2-03-511001-7, lire en ligne), « Louis Aubert », p. 39-40.

### Articles
- Vladimir Jankélévitch, Premières et Dernières Pages : Louis Aubert, Paris, Seuil, 1994 (1re éd. 1974), 318 p. (ISBN 2-02-019943-2 et 978-2-02-019943-8), p. 290-298.
- Émile Vuillermoz, « L'édition musicale : Louis Aubert : « Habanera », pour orchestre », Le Temps, no 21742,‎ 11 février 1921, p. 5 (lire en ligne).